# Palacete Barão de Jaraguá
O Palacete Barão de Jaraguá, atualmente, Biblioteca Pública Estadual, é um edifício tombado pela SECULT-AL (Secretaria de Estado da Cultura de Alagoas). Está localizado na cidade de Maceió, capital de Alagoas.

## Histórico
O palacete localizado no Largo da Matriz, atual Praça Dom Pedro II, foi construído durante os anos 1844 a 1849 para ser a residência de José Antonio de Mendonça, Barão de Jaraguá. Em 31 de dezembro de 1859, o local hospedou D. Pedro II e a imperatriz Teresa Cristina, que estiveram em Alagoas durante 11 dias para inaugurar a Catedral Metropolitana e conhecer parte da província.
Em 26 de junho de 1865, o presidente da Província de Alagoas, Desembargador João Gonçalves Campos, assinou a resolução 453 criando a Biblioteca Pública Estadual, sendo incorporada ao estado em 1941 e permanecendo no local até a atualidade.
A Biblioteca Pública Estadual disponibilizando um acervo composto de livros, folhetos, periódicos, manuscritos, CDs, diapositivos, CD-ROM, vídeos, fitas cassetes e livros em braille.
Desde 2010, o prédio passa por restaurações e adaptações feitas pela Secretaria de Estado da Cultura de Alagoas (SECULT) em parceria com a Fundação Biblioteca Nacional (FBN).

## Tombamento
Durante o governo de Luiz Cavalcante, o imóvel passou a ser Monumento Histórico Estadual pelo Decreto Nº 6219, de 01 abril de 1985 através do secretário da educação e cultura, Dr. Deraldo de Souza Campos.